# جوزفین دیلن
جوزفین دیلن (انگلیسی: Josephine Dillon; ۲۶ ژانویهٔ ۱۸۸۴ – ۱۱ نوامبر ۱۹۷۱) هنرپیشه و مربی اهل آمریکا بود. دیلن در دانشگاه استنفورد تحصیل نمود. وی اولین همسر کلارک گیبل بود.